# SuperLiga 2008
Navigation
Édition précédente Édition suivante
La SuperLiga 2008 est la 2e édition du tournoi nord-américain de football.
La finale s'est jouée à Foxborough le 5 août 2008 entre le New England Revolution et le Houston Dynamo et a vu la victoire du New England Revolution aux tirs au but.

## Clubs qualifiés
Pour les États-Unis:
- D.C. United
- C.D. Chivas USA
- Houston Dynamo
- New England Revolution

Pour le Mexique:
- Chivas de Guadalajara
- CF Pachuca
- CF Atlante
- Santos Laguna

## Phase finale

### Tableau final
|  | Demi-finales                 | Demi-finales                 |                        |       | Finale                   | Finale                   |
|  | Demi-finales                 | Demi-finales                 |                        |       | Finale                   | Finale                   |
|  |                              |                              |                        |       |                          |                          |
|  | 30 juillet 2008 à Foxborough | 30 juillet 2008 à Foxborough |                        |       | 5 août 2008 à Foxborough | 5 août 2008 à Foxborough |
|  | 30 juillet 2008 à Foxborough | 30 juillet 2008 à Foxborough |                        |       | 5 août 2008 à Foxborough | 5 août 2008 à Foxborough |
|  | New England Revolution       | 1                            |                        |       | 5 août 2008 à Foxborough | 5 août 2008 à Foxborough |
|  | New England Revolution       | 1                            |                        |       | 5 août 2008 à Foxborough | 5 août 2008 à Foxborough |
|  | CF Atlante                   | 0                            |                        |       | 5 août 2008 à Foxborough | 5 août 2008 à Foxborough |
|  | CF Atlante                   | 0                            | New England Revolution | 2 (6) |                          |                          |
|  | 29 juillet 2008 à Houston    |                              | New England Revolution | 2 (6) |                          |                          |
|  |                              | Houston Dynamo               | 2 (5)                  |       |                          |                          |
|  | Houston Dynamo               | Houston Dynamo               | 2 (5)                  | 2     |                          |                          |
|  | Houston Dynamo               |                              |                        | 2     |                          |                          |
|  | CF Pachuca                   | 0                            |                        |       |                          |                          |
|  | CF Pachuca                   | 0                            |                        |       |                          |                          |

### Demi-finales
| 29 juillet 2008 | Houston Dynamo         | 2 - 0 | CF Pachuca | Robertson Stadium, Houston                   |                                              |
| 22:00 EDT       | Boswell 77e · Ashe 87e |       |            | Spectateurs : 16 679 Arbitrage : Neal Brizan | Spectateurs : 16 679 Arbitrage : Neal Brizan |
| 22:00 EDT       | Rapport                |       |            | Spectateurs : 16 679 Arbitrage : Neal Brizan | Spectateurs : 16 679 Arbitrage : Neal Brizan |

| 30 juillet 2008 | New England Revolution  | 1 - 0 | CF Atlante                                                       | Gillette Stadium, Foxborough                  |                                               |
| 20:00 EDT       | Joseph 30e · Heaps 90+e |       | Rey 85e · Zamora 90+e · Vilar 90+e · Mustafá 90+e · Venegas 90+e | Spectateurs : 8 302 Arbitrage : Carlos Batres | Spectateurs : 8 302 Arbitrage : Carlos Batres |
| 20:00 EDT       | Rapport                 |       |                                                                  | Spectateurs : 8 302 Arbitrage : Carlos Batres | Spectateurs : 8 302 Arbitrage : Carlos Batres |

### Finale
| 5 août 2008 | New England Revolution                                                        | 2 - 2             | Houston Dynamo                                                              | Gillette Stadium, Foxborough                |                                             |
| 20:00 EDT   | Ralston 41e · Joseph 82e · Joseph 102e                                        |                   | Davis 14e · Jaqua 18e · Kamara 98e                                          | Spectateurs : 9 242 Arbitrage : Howard Webb | Spectateurs : 9 242 Arbitrage : Howard Webb |
| 20:00 EDT   | Rapport                                                                       |                   |                                                                             | Spectateurs : 9 242 Arbitrage : Howard Webb | Spectateurs : 9 242 Arbitrage : Howard Webb |
| 20:00 EDT   | Ralston · Reis · Joseph · Twellman · Smith · Larentowicz · Tierney · Albright | Tirs au but 6 – 5 | Waibel · Wondolowski · De Rosario · Ching · Clark · Barrett · Kamara · Ashe | Spectateurs : 9 242 Arbitrage : Howard Webb | Spectateurs : 9 242 Arbitrage : Howard Webb |

## Meilleurs buteurs
| Rang | Joueur                | Club                   | Buts |
| ---- | --------------------- | ---------------------- | ---- |
| 1    | Stuart Holden         | Houston Dynamo         | 3    |
| 1    | Ante Razov            | Chivas USA             | 3    |
| 1    | Shalrie Joseph        | New England Revolution | 3    |
| 4    | Omar Arellano Riverón | Guadalajara            | 2    |
| 4    | Bobby Boswell         | Houston Dynamo         | 2    |
| 4    | Francis Doe           | D.C. United            | 2    |
| 4    | Luciano Emilio        | D.C. United            | 2    |
| 4    | Luis Gabriel Rey      | CF Atlante             | 2    |
| 4    | Corey Ashe            | Houston Dynamo         | 2    |
| 10   | Damián Ariel Álvarez  | Pachuca                | 1    |
| 10   | Christian Benítez     | Santos Laguna          | 1    |
| 10   | Christian Bermudez    | CF Atlante             | 1    |
| 10   | Gabriel Caballero     | Pachuca                | 1    |
| 10   | Ricardo Clark         | Houston Dynamo         | 1    |
| 10   | Dwayne De Rosario     | Houston Dynamo         | 1    |
| 10   | Mkhokheli Dube        | New England Revolution | 1    |
| 10   | Gerardo Espinoza      | CF Atlante             | 1    |
| 10   | Giancarlo Maldonado   | CF Atlante             | 1    |
| 10   | Bruno Marioni         | Pachuca                | 1    |
| 10   | Brian Mullan          | Houston Dynamo         | 1    |
| 10   | Gonzalo Pineda        | Guadalajara            | 1    |
| 10   | Khano Smith           | New England Revolution | 1    |
| 10   | Nate Jaqua            | Houston Dynamo         | 1    |
| 10   | Steve Ralston         | New England Revolution | 1    |
| 10   | Kei Kamara            | Houston Dynamo         | 1    |